# District de Tsihombe
Tsihombe est un district de la région d'Androy, situé dans de Sud-Est de Madagascar.